# Jair (football, 1988)
Pour les articles homonymes, voir Jair.
Jair Eduardo Britto da Silva, plus communément appelé Jair est un footballeur brésilien né le 10 juin 1988 à Pelotas. Il évolue au poste d'attaquant.

## Biographie
Jair joue au Brésil, en Corée du Sud, au Japon et aux Émirats arabes unis.
Il joue plus de 100 matchs en première division sud-coréenne. Il inscrit 18 buts dans ce championnat en 2012, puis 16 buts en 2017.
Il dispute une rencontre en Ligue des champions d'Asie.